# Hugh McDermott
Pour les articles homonymes, voir McDermott.
Hugh Patrick McDermott, né le 20 mars 1906 à Édimbourg (Écosse) et mort le 29 janvier 1972 à Londres (Angleterre), est un acteur écossais.

## Biographie
D'abord golfeur professionnel, Hugh McDermott devient ensuite acteur et contribue au cinéma à quarante-quatre films (majoritairement britanniques, plus quelques films américains ou en coproduction), les trois premiers sortis en 1936. Le dernier est Les Collines de la terreur de Michael Winner, sorti le 7 juin 1972, à peine plus de quatre mois après sa mort, à 65 ans.
Entretemps, mentionnons Le Jeune Monsieur Pitt de Carol Reed (1942, avec Robert Donat dans le rôle-titre et Robert Morley), La rousse mène l'enquête de Richard Sale (1954, avec Maureen O'Hara et Macdonald Carey), Les Premiers Hommes dans la Lune de Nathan Juran (1964, avec Martha Hyer et Lionel Jeffries) et Captain Apache d'Alexander Singer (son avant-dernier film, 1971, avec Lee Van Cleef dans le rôle-titre et Carroll Baker).
À la télévision britannique, outre quatre téléfilms (1953-1956), il apparaît dans vingt-neuf séries à partir de 1951, dont Robin des Bois (quatre épisodes, 1955-1960 à la télévision) et Destination Danger (deux épisodes,1961-1966). Sa dernière série est Jason King (un épisode, 1971).
Également acteur de théâtre, Hugh McDermott joue notamment dans ses villes de naissance et de décès. À Londres, citons L'Homme qui vint dîner de George S. Kaufman et Moss Hart (1941-1942, avec Robert Morley et Coral Browne), La Ménagerie de verre de Tennessee Williams (1948, avec Helen Haye), Relative Values de Noël Coward (1951-1952, avec Gladys Cooper) et The Amorous Prawn d'Anthony Kimmins (jouée aussi à Édimbourg, 1960-1961, avec Evelyn Laye).

## Filmographie partielle

### Cinéma
- 1941 : Monsieur Smith agent secret (« Pimpernel » Smith) de Leslie Howard : David Maxwell
- 1942 : Le Jeune Monsieur Pitt (The YoungMr. Pitt) de Carol Reed : M. Melvill
- 1945 : Le Septième Voile (The Seventh Veil) de Compton Bennett : Peter Gay
- 1949 : The Huggetts Abroad de Ken Annakin : Bob McCoy
- 1954 : La Loterie de l'amour (The Love Lottery) de Charles Crichton : Rodney Wheeler
- 1954 : Les Gens de la nuit (Night People) de Nunnally Johnson : le major Burns
- 1954 : La Martienne diabolique (Devil Girl from Mars) de David MacDonald : Michael Carter
- 1954 : La rousse mène l'enquête (Malaga) de Richard Sale : Richard Farrell
- 1955 : L'Abominable Invité (As Long as They're Happy) de J. Lee Thompson : Barnaby Brady
- 1957 : Un roi à New York (A King in New York) de Charlie Chaplin : Bill Johnson
- 1964 : Les Premiers Hommes dans la Lune (First Men in the Moon) de Nathan Juran : Richard Challis
- 1969 : Le Gang de l'oiseau d'or (The File of the Golden Goose) de Sam Wanamaker : Ray Moss
- 1970 : Le Défi (The Games) de Michael Winner : rôle non spécifié
- 1971 : Captain Apache d'Alexander Singer : le général Ryland
- 1971 : L'Homme de la loi (Lawman) de Michael Winner : L. G. Moss
- 1972 : Les Collines de la terreur (Chato's Land) de Michael Winner : le barman

### Télévision
(séries, sauf mention contraire)
- 1955 : Thunder Rock de Rudolph Cartier (téléfilm) : Streeter
- 1955-1960  : Robin des Bois (The Adventures of Robin Hood)
  - Saison 1, épisode 12 The Highlander (1955) de Ralph Smart : Duncan de Stoneykirk
  - Saison 2, épisode 32 Highland Fling (1957) : Duncan de Stoneykirk
  - Saison 4, épisode 16 The Bagpiper (1960) et épisode 17 The Parting Guest (1960) : Duncan de Stoneykirk
- 1961-1966 : Destination Danger (Danger Man)
  - Saison 1, épisode 21 Aventures de vacances (The Vacation, 1961) de Patrick McGoohan : Andrew Amory
  - Saison 3, épisode 21 L'Homme aux pieds mouillés (The Man with the Frost, 1966) : Solby
- 1963 : Ce sentimental M. Varela (The Sentimental Agent), saison unique, épisode 4 Never Play Cards with Strangers de John Paddy Carstairs : Lyons
- 1965 : Le Saint (The Saint), saison 3, épisode 19 La Grenouille d'or (The Golden Frog) de John Llewellyn Moxey : le professeur Humphrey Nestor
- 1968 : L'Homme à la valise (Man in a Suitcase), saison unique, épisode 26 Quelle direction, McGill ? (Which Way Did He Go, McGill?) de Freddie Francis : Soames
- 1969 : Le Monde merveilleux de Disney (The Wonderful World of Disney ou Disneyland), saison 15, épisodes 17, 18 et 19 The Secret of Boyne Castle (Parts I, II & III) de Robert Butler[1] : Carleton
- 1971 : Jason King, saison unique, épisode 11 Les flamants roses ne volent que le mardi (Flamingos Only Fly on Tuesdays) : Pelli

## Théâtre à Londres (sélection)
- 1939 : Grouse in June de N. C. Hunter
- 1941-1942 : L'Homme qui vint dîner (The Man Who Came to Dinner) de George S. Kaufman et Moss Hart, mise en scène de Marcel Varnel
- 1946 : But for the Grace of God de Frederick Lonsdale
- 1948 : La Ménagerie de verre (The Glass Menagerie) de Tennessee Williams, mise en scène de John Gielgud
- 1948 : The Male Animal d'Elliott Nugent et James Thurber[2]
- 1951-1952 : Relative Values de (et mise en scène par) Noël Coward
- 1960-1961 : The Amorous Prawn d'Anthony Kimmins[3]